# كالي (مغنية)
كالي (بالبلغارية: Кали)‏ هي مغنية بلغارية، ولدت في 2 أكتوبر 1975 في صوفيا في بلغاريا.